# 桑原信助
桑原 信助（くわはら しんすけ、1884年11月2日 - 1946年11月7日）は、日本の政治家。
東京都議会議長（第4代）、東京都議会議員（1期）、東京市会副議長（第41代）、東京市会議員（4期）を歴任した。

## 経歴
広島県に生まれ。1929年3月16日から1943年6月30日まで東京市会議員を4期務めた。この間、1939年から1942年まで第41代東京市会副議長を務めた。1943年9月13日の第1回東京都議会議員選挙で、当時の神田区選挙区から立憲政友会公認で立候補して初当選。都制施行後も引き続き都会議員を務め、戦後の1946年に都政自由クラブ幹事長。同年10月24日、第4代東京都議会議長に就任し、同時に全国都道府県議会議長会会長。しかし、同年11月7日に議長在職中のまま死去した。
その他、神田区会議員も務めた。